# Hundepsykologi
Hundepsykologi er en del af etologien, dvs. læren om dyreadfærd.
I hundepsykologi bliver begrebet "t" ofte nævnt.[kilde mangler] Det er et centralt emne, som handler om gentagende at rose hunden, når den udfører den ønskede adfærd. På denne måde vil chancen for, at hunden gentager handlingen og får en mere tilpasset adfærd, blive større.[kilde mangler]
I etologien (læren om dyreadfærd) er der udbredt enighed om at anvende træningsmetoden "positiv forstærkning", og de fleste hundeskoler bruger da også denne træningsform. Metoden bygger på belønning som middel: Ros hunden, når den gør det rigtige, og vær konsekvent i forbindelse med træningen generelt.
Generelle råd:
1. Ros hunden, når den gør det rigtige
2. Brug de samme korte kommandoer (sit, dæk, plads etc.)
3. Gå til hundetræning
4. Hunden kan også lære gennem leg

## Eksterne referencer
- Hundepsykologi Arkiveret 3. november 2007 hos  Wayback Machine